# Sattelbogen (Gemeinde Friesach)
Sattelbogen ist eine Ortschaft in der Gemeinde Friesach im Bezirk Sankt Veit an der Glan in Kärnten (Österreich). Die Ortschaft hat 11 Einwohner (Stand 1. Jänner 2024). Sie liegt auf dem Gebiet der Katastralgemeinde Zeltschach.

## Lage
Die Ortschaft liegt im Norden des Bezirks Sankt Veit an der Glan, im Guttaringer Bergland, im äußersten Nordosten der Gemeinde Friesach. Sie erstreckt sich über einen Bereich etwa 2 km östlich bis 4 km nordöstlich des Dorfs Zeltschach und liegt etwa 400 bis 500 m höher als Zeltschach.
Auf dem Sattelbogen werden folgende Hofnamen geführt: Unterer Moscher (Haus Nr. 2), Oberer Moscher (Nr. 3), Tscherkl/Tschergl (Nr. 4) und Salamon (Nr. 13). Im Franziszeischen Kataster wurden für weitere an heutigen Gebäudestandorten befindliche Höfe folgende Namen geführt: Graf (Nr. 7) und Thaler (nicht nummeriert, südlich von Graf).

## Geschichte
Der Ort wird 1444 urkundlich genannt. Der Ortsname, der in seiner Bedeutung dem aus dem Slawischen stammenden Namen Zeltschach ähnelt, bezieht sich auf den früher bedeutenden Übergang aus dem Raum Friesach und Zeltschach ins obere Görtschitztal, nach Mühlen und Althaus.
Auf dem Gebiet der Steuergemeinde Zeltschach liegend, gehörte Sattelbogen in der ersten Hälfte des 19. Jahrhunderts zum Steuerbezirk Dürnstein. Bei Gründung der Ortsgemeinden im Zuge der Reformen Mitte des 19. Jahrhunderts kam Sattelbogen an die Gemeinde Friesach. 1890 spaltete sich die Gemeinde Zeltschach von der Gemeinde Friesach ab, Sattelbogen gehörte dadurch zur Gemeinde Zeltschach. Am 1. März 1894 brannte das Wohnhaus des Oberen Moscher ab. 1921 wurde amtlich verlautbart, dass gleich 3 Höfe (Graf, Täter, Rasch) in Sattelbogen unter den Bestimmungen des Wiederbesiedlungsgesetzes zum Erwerb angeboten wurden.
Mit Jahreswechsel 1972/73 kam Zeltschach samt Sattelbogen wieder an die Gemeinde Friesach.

## Bevölkerungsentwicklung
Für die Ortschaft ermittelte man folgende Einwohnerzahlen:
- 1869: 17 Häuser, 98 Einwohner[5]
- 1880: 17 Häuser, 66 Einwohner[6]
- 1890: 17 Häuser, 53 Einwohner[7]
- 1900: 17 Häuser, 61 Einwohner[8]
- 1910: 14 Häuser, 46 Einwohner[9]
- 1923: 10 Häuser, 47 Einwohner[10]
- 1934: 53 Einwohner[11]
- 1961: 7 Häuser, 21 Einwohner[12]
- 2001: 3 Gebäude (davon 2 mit Hauptwohnsitz) mit 2 Wohnungen; 8 Einwohner und 0 Nebenwohnsitzfälle; 2 Haushalte; 0 Arbeitsstätten, 2 land- und forstwirtschaftliche Betriebe[13]
- 2011: 3 Gebäude, 9 Einwohner, 3 Haushalte, 0 Arbeitsstätten[14]
- 2021: 4 Gebäude, 12 Einwohner, 4 Haushalte, 2 Arbeitsstätten[15]